# هلیمیدی (قمر)
 هلیمیدی (ماه)ˌhælɨˈmi:di: نام یکی از ماه‌های نپتون است که در سال ۲۰۰۲ میلادی کشف شد.
قطر آن ۶۲ کیلومتر، جرمش ۱٫۶‎×۱۰۱۷ کیلوگرم، نیم محور بزرگ چرخش آن به دور نپتون ۱۶٬۶۱۱٬۰۰۰ کیلومتر، دوره مداری آن ۱٬۸۷۹/۰۸ روز، انحراف مداری ۱۱۲/۷۱۲ درجه و خروج از مرکز آن ۰/۲۶۴۶ است.